# Тархан-Моуравов, Роман Дмитриевич
Князь Реваз (Ростом) Тархан-Моурави, на русский манер Роман Дмитриевич Тархан-Моуравов (1806—1866?) — генерал-майор русской императорской армии, участник Кавказской войны. Отец физиолога И. Р. Тарханова.

## Биография
Тархан-Моуравов происходил из грузинского княжеского рода. Он был потомком великой личности в истории Грузии, «диди моурави», то есть великого правителя Георгия Саакадзе (1570—1629), главнокомандующего грузинскими войсками, получившим тарханство, то есть освобождение от государственных и феодальных податей за свои заслуги перед родиной. Так возникла двойная фамилия предков — Тархан-Моурави, часто употреблявшаяся при именовании знаменитого физиолога. Сын Георгия Саакадзе Сиауш, единственный уцелевший в период бесконечных войн, вернувшись из Турции, поселился в селении Ахалкалаки, Горийского района, дав начало роду Тархнишвили (Тархан-Моурави). Роман Дмитриевич собирал сведения о своём великом предке, вёл переписку с историком Платоном Иоселиани, посвятившим много времени и сил реабилитации Георгия Саакадзе.
В военную службу Тархан-Моуравов принят 7 июня 1821 года прапорщиком в Тифлисский гарнизонный батальон. Затем служил по армейской пехоте и принимал участие в походах против горцев на Кавказе.
В 1828—1829 годах Тархан-Моуравов сражался с турками и 21 апреля 1829 года был награждён золотой шпагой с надписью «За храбрость», а в 1830 году получил орден Св. Владимира 4-й степени с бантом.
В 1833 году князь Тархан-Моуравов был тяжело ранен в Дагестане и ему была назначена пенсия. Однако службы он не оставил и был зачислен по армейской пехоте и назначен состоять при Кавказской армии. 8 мая 1841 года пожалован чином майора, 27 июня 1851 — полковника. В 1854 году вновь был в сражениях с турками на Кавказе и заслужил орден Св. Владимира 3-й степени.
Постепенно повышаясь в чинах он 14 ноября 1860 года был произведён в генерал-майоры и с начала 1864 года был зачислен по запасным войскам.
Гогитидзе сообщает что князь Тархан-Моуравов скончался 4 января 1866 года, однако в «Списке генералам по старшинству», составленном по состоянию на 1 января 1867 года, он ещё числится на службе.

## Награды
- Годовое жалование (1827)
- Золотая шпага с надписью «За храбрость» (21 апреля 1829 года)
- Годовое жалование (1830)
- Единовременно 600 рублей ассигнациями (1830)
- Орден Святого Владимира 4-й степени с бантом (19 января 1830 года)
- Пенсия из Инвалидного капитала по 500 рублей ассигнациями в год (1834)
- Единовременно 256 рублей 25 копеек серебром (1837)
- Орден Святого Станислава 2-й степени (24 мая 1839 года, императорская корона к этому ордену пожалована 27 февраля 1844 года)
- Знак отличия за XV лет беспорочной службы (22 августа 1840 года)
- Орден Святого Георгия 4-й степени (3 декабря 1842 года, за беспорочную выслугу 25 лет в офицерских чинах, № 6850 по кавалерскому списку Григоровича — Степанова)
- Единовременно 115 рублей серебром (1846)
- Орден Святой Анны 2-й степени (13 марта 1848 года, императорская корона пожалована 21 июля 1850 года)
- Прибавление к пенсии по 57 рублей 30 копеек в год (1848)
- Знак отличия за XXX лет беспорочной службы (1852)
- Орден Святого Владимира 3-й степени (1854 год)
- Перстень с вензелевым изображением Имени Его Величества (1858)